# Melgar de Tera
Melgar de Tera è un comune spagnolo di 567 abitanti situato nella comunità autonoma di Castiglia e León.